# Huawei nova 3
Huawei nova 3 (ファーウェイ ノヴァ スリー)は、ファーウェイから発売されているSIMフリーのAndroidスマートフォン。2018年10月2日に日本展開が発表され、同月5日に発売された
。国内向けモデルの製品番号はPAR-LX9。
廉価モデルにHuawei nova 3i、国内向けにはHuawei nova lite 3が発売されている。
また後継機種に、Huawei nova 4(中国大陸のみ販売)、国内向けにHuawei nova 5Tが発売されている。

## 概要
Huawei nova 2の後継機種で、日本におけるnovaシリーズ端末としては5機種目にあたる。先代nova2との大きな相違点として、ノッチ付きで画面占有率の高いディスプレイを採用し、採用するCPUを中程度の性能を持つKirin 659から、高い性能を持つKirin 970に変更された。
OSにAndroid 8.1、ユーザーインターフェースにファーウェイ独自のEMUI 8.2を搭載している。また、アップデートでAndroid 9 EMUI 9.1に更新可能ではあるが、Android 10 EMUI 10への更新は未定となっている。
また、novaシリーズとして初めてノッチ付きディスプレイを採用し、画面占有率が84.2%になっている。

## スペック
nova 3の外観はグラデーションを持つガラス製となり、フレームにはアルミニウムが使われている。

### ハードウェア
- ハードウェアは2.4 GHz x4と1.8GHz x4でオクタコアのHiSilicon Kirin 970プロセッサに4GBのRAM、128GBのROMに、3750mAhのリチウムバッテリーを搭載する。また、最大9V2Aの急速充電にも対応する。
- 6.3インチの409ppi 1080p IPSディスプレイを搭載し1600万画素と2400万画素のデュアルセンサーとなるリアカメラ、2400万画素と200万画素の同じくデュアルセンサーのフロントカメラを備えている。
- AIによるシーン補正に対応する。
- 背面には指紋センサーを搭載しており、登録した指紋をセンサー部に触れることで端末のロックを即座に解除できる。また、インカメラ部には赤外線センサーを備えており、暗所での顔認証にも対応する。

- SIMカードトレイにはnanoSIMカードが2枚、もしくはnanoSIMカード1枚とmicroSDカードを装着できる形状になっており、2回線同時待ち受け(DSDV)に対応する。

### ソフトウェア
- この端末で新たに、同じWi-Fiネットワーク上の最大7台の端末で音楽の再生タイミングをシンクロさせられる「HUAWEI Party Mode」と、ファーウェイ独自のアプリストアとなる「HUAWEI AppGallery」が国内向けに新たに搭載された[1]。

nova 3以外の端末でもアップデートでこの機能が新たに搭載されている。
- Androidセキュリティパッチは2020年2月29日現在、2019年12月1日になっている。

## 販売
SIMロックフリースマートフォンとなるため販売はMVNOが行う。
以下、販売を行っている・行っていたMVNOを記載する。
- gooSimseller
  - 唯一、限定カラーのレッドを取り扱う。
- 楽天モバイル
- mineo
- NifMo
- BIGLOBEモバイル
- イオンモバイル
- IIJmio
- exciteモバイル
- QTmobile
- DMMモバイル

また、Amazon.co.jpで端末のみの販売も行っている。